# Mikołaj Nasiłowski
Mikołaj Nasiłowski herbu Półkozic – komornik graniczny chęciński, poborca w ziemi wiślickiej i chęcińskiej.
Poseł województwa sandomierskiego na sejm 1531/1532 roku, sejm krakowski 1540 roku.